# Gương mặt thân quen (mùa 2)
Mùa thứ hai của chương trình Gương mặt thân quen được phát sóng trên kênh VTV3 từ ngày 29 tháng 3 đến ngày 14 tháng 6 năm 2014. Mùa này có sự tham gia của các thí sinh MiA, Ngân Quỳnh, Vy Oanh, Hoài Lâm, Vương Khang và Minh Thuận, cùng bộ ba giám khảo chính là nhạc sĩ Đức Huy, ca sĩ Mỹ Linh và danh hài Hoài Linh. Thanh Bạch tiếp tục là người dẫn chương trình của mùa này.
Người chiến thắng chung cuộc sau 12 tuần thi là Hoài Lâm, hạng nhì là Minh Thuận, hạng ba là MiA và hạng tư là Vương Khang.

## Thí sinh
| Thí sinh    | Năm sinh | Nghề nghiệp                 | Kết quả chung cuộc |
| ----------- | -------- | --------------------------- | ------------------ |
| Hoài Lâm    | 1995     | Ca sĩ                       | Quán quân          |
| Minh Thuận  | 1969     | Ca sĩ                       | Á quân             |
| MiA         | 1991     | Ca sĩ                       | Hạng 3             |
| Vương Khang | 1987     | Ca sĩ/Rapper                | Hạng 4             |
| Vy Oanh     | 1985     | Ca sĩ                       | Hạng 5             |
| Ngân Quỳnh  | 1966     | Nghệ sĩ cải lương/Diễn viên | Hạng 6             |

## Bảng điểm các tuần
| Thí sinh    | Tuần 1         | Tuần 2         | Tuần 3         | Tuần 4         | Tuần 5         | Tuần 6         | Tuần 7         | Tuần 8         | Tuần 9         | Tuần 10        | Tuần 11        | Tuần 12 | Tổng |
| ----------- | -------------- | -------------- | -------------- | -------------- | -------------- | -------------- | -------------- | -------------- | -------------- | -------------- | -------------- | ------- | ---- |
| Hoài Lâm    | Hạng 1 39 điểm | Hạng 6 28 điểm | Hạng 1 39 điểm | Hạng 6 22 điểm | Hạng 4 32 điểm | Hạng 2 38 điểm | Hạng 5 26 điểm | Hạng 2 43 điểm | Hạng 2 42 điểm | Hạng 1 43 điểm | Hạng 1 41 điểm | Hạng 1  | 393  |
| Minh Thuận  | Hạng 2 38 điểm | Hạng 2 33 điểm | Hạng 1 39 điểm | Hạng 2 40 điểm | Hạng 2 39 điểm | Hạng 5 29 điểm | Hạng 1 46 điểm | Hạng 1 46 điểm | Hạng 4 27 điểm | Hạng 6 25 điểm | Hạng 6 27 điểm | Hạng 2  | 389  |
| MiA         | Hạng 5 29 điểm | Hạng 4 31 điểm | Hạng 4 31 điểm | Hạng 4 29 điểm | Hạng 1 40 điểm | Hạng 4 30 điểm | Hạng 3 34 điểm | Hạng 6 21 điểm | Hạng 1 51 điểm | Hạng 4 31 điểm | Hạng 2 38 điểm | Hạng 3  | 365  |
| Vương Khang | Hạng 3 37 điểm | Hạng 5 30 điểm | Hạng 3 33 điểm | Hạng 3 38 điểm | Hạng 3 35 điểm | Hạng 5 29 điểm | Hạng 1 46 điểm | Hạng 3 34 điểm | Hạng 3 31 điểm | Hạng 3 37 điểm | Hạng 3 33 điểm | Hạng 4  | 383  |
| Vy Oanh     | Hạng 4 32 điểm | Hạng 2 33 điểm | Hạng 5 30 điểm | Hạng 1 49 điểm | Hạng 6 26 điểm | Hạng 3 34 điểm | Hạng 6 23 điểm | Hạng 5 24 điểm | Hạng 6 23 điểm | Hạng 2 39 điểm | Hạng 4 32 điểm | Hạng 5  | 345  |
| Ngân Quỳnh  | Hạng 6 26 điểm | Hạng 1 46 điểm | Hạng 6 29 điểm | Hạng 5 23 điểm | Hạng 5 29 điểm | Hạng 1 41 điểm | Hạng 4 29 điểm | Hạng 4 33 điểm | Hạng 4 27 điểm | Hạng 5 26 điểm | Hạng 5 30 điểm | Hạng 6  | 339  |

     Thí sinh chiến thắng trong tuần
     Thí sinh xếp cuối trong tuần
     Thí sinh chiến thắng chung cuộc của mùa giải

## Nhân vật hóa thân
| Tuần | Hoài Lâm                         | Minh Thuận      | MiA             | Vương Khang     | Vy Oanh              | Ngân Quỳnh      |
| ---- | -------------------------------- | --------------- | --------------- | --------------- | -------------------- | --------------- |
| 1    | Céline Dion                      | Henry Lau       | Cẩm Ly          | Chubby Checker  | Hồ Quang Hiếu        | Trần Tuệ Nhàn   |
| 2    | Mario Maurer                     | Phương Mỹ Chi   | Ngô Thanh Vân   | Trịnh Thiếu Thu | Daniela Luján        | Mỹ Tâm          |
| 3    | Andrea Bocelli                   | Thu Minh        | Lê Minh (MTV)   | Aladdin         | Phương Thanh         | Bảo Yến         |
| 4    | Marc Anthony                     | NSND Thúy Hường | Rihanna         | Nicki Minaj     | Ngọc Lan             | France Gall     |
| 5    | Đông Nhi                         | NSND Trần Hiếu  | CL (2NE1)       | NSƯT Thành Lộc  | Lý Hải               | Karen Carpenter |
| 6    | Khắc Triệu                       | Noo Phước Thịnh | Britney Spears  | Bằng Kiều       | Shakira              | Mayumi Itsuwa   |
| 7    | Adele                            | NSND Thanh Ngân | Phi Nhung       | Trinh Trinh     | Susan Boyle          | Lưu Bích        |
| 8    | Quang Lê                         | Tina Turner     | Hồng Ngọc       | Yến Trang       | Trịnh Công Sơn       | Quang Linh      |
| 9    | Nguyễn Hưng                      | Nguyễn Hưng     | Beyoncé         | Beyoncé         | Bruno Mars           | Bruno Mars      |
| 10   | Sơn Tùng M-TP                    | Hồ Ngọc Hà      | Ylvis           | Cee Lo Green    | Park Ji Yeon (T-ara) | Jimmii Nguyễn   |
| 11   | NSƯT Hà Thị Cầu                  | Cher            | Noo Phước Thịnh | Thanh Thảo      | Tài Linh             | Cẩm Vân         |
| 12   | NSƯT Thanh Nga – NSƯT Thanh Sang | NSƯT Xuân Hinh  | Katrina Kaif    | Đan Trường      | Shakira              | Jennifer Lopez  |

     Thí sinh chiến thắng trong tuần
     Thí sinh chiến thắng chung cuộc của mùa giải

## Kết quả biểu diễn

### Tuần 1
| Thí sinh    | Tiết mục thể hiện (Tác giả)                         | Nhân vật hóa thân | Điểm ban giám khảo | Điểm ban giám khảo | Điểm ban giám khảo | Điểm thí sinh | Tổng điểm | Hạng |
| Thí sinh    | Tiết mục thể hiện (Tác giả)                         | Nhân vật hóa thân | Đức Huy            | Hoài Linh          | Mỹ Linh            | Điểm thí sinh | Tổng điểm | Hạng |
| ----------- | --------------------------------------------------- | ----------------- | ------------------ | ------------------ | ------------------ | ------------- | --------- | ---- |
| MiA         | "Phố hoa" (Hoài An)                                 | Cẩm Ly            | 8                  | 8                  | 8                  | 5             | 29        | 5    |
| Ngân Quỳnh  | "Mưa tuyết" (Keisuke Kuwata – lời Hoa: Giản Ninh)   | Trần Tuệ Nhàn     | 7                  | 7                  | 7                  | 5             | 26        | 6    |
| Vương Khang | "Let's Twist Again" (Kal Mann, Dave Appell)         | Chubby Checker    | 10                 | 12                 | 10                 | 5             | 37        | 3    |
| Hoài Lâm    | "My Heart Will Go On" (James Horner, Will Jennings) | Céline Dion       | 12                 | 11                 | 11                 | 5             | 39        | 1    |
| Vy Oanh     | "Con bướm xuân" (Lời Việt: Như Mai)                 | Hồ Quang Hiếu     | 9                  | 9                  | 9                  | 5             | 32        | 4    |
| Minh Thuận  | "Trap" (Misfit)                                     | Henry Lau         | 11                 | 10                 | 12                 | 5             | 38        | 2    |

| Khách mời | Tiết mục thể hiện (Tác giả)                 | Nhân vật hóa thân    |
| --------- | ------------------------------------------- | -------------------- |
| Đức Huy   | "Johnny B. Goode" (Chuck Berry)             | Chuck Berry          |
| Mỹ Linh   | "To Love Somebody" (Barry Gibb, Robin Gibb) | Michael Bublé        |
| Hoài Linh | "Vọng cổ đếm số từ 1 đến 100" (Dân gian)    | Đờn ca tài tử đếm số |

### Tuần 2
| Thí sinh    | Tiết mục thể hiện (Tác giả)                               | Nhân vật hóa thân           | Điểm ban giám khảo | Điểm ban giám khảo | Điểm ban giám khảo | Điểm thí sinh | Tổng điểm | Hạng |
| Thí sinh    | Tiết mục thể hiện (Tác giả)                               | Nhân vật hóa thân           | Đức Huy            | Mỹ Linh            | Hoài Linh          | Điểm thí sinh | Tổng điểm | Hạng |
| ----------- | --------------------------------------------------------- | --------------------------- | ------------------ | ------------------ | ------------------ | ------------- | --------- | ---- |
| Ngân Quỳnh  | "Vì em quá yêu anh" (Mỹ Tâm)                              | Mỹ Tâm                      | 12                 | 12                 | 12                 | 10            | 46        | 1    |
| Hoài Lâm    | "Nắm lấy bàn tay em" (Pee Mak OST)                        | Mario Maurer                | 7                  | 10                 | 11                 | 0             | 28        | 6    |
| Vương Khang | "Vì một người ra đi" (Từ Gia Lương – lời Việt: Quang Huy) | Trịnh Thiếu Thu             | 10                 | 8                  | 7                  | 5             | 30        | 5    |
| Minh Thuận  | "Quê em mùa nước lũ" (Tiến Luân)                          | Phương Mỹ Chi               | 8                  | 11                 | 9                  | 5             | 33        | 2    |
| Vy Oanh     | "Trái tim bé nhỏ" (Luz Clarita OST)                       | Luz Clarita (Daniela Luján) | 9                  | 9                  | 10                 | 5             | 33        | 2    |
| MiA         | "Khi nào em buồn" (Minh Khang)                            | Ngô Thanh Vân               | 11                 | 7                  | 8                  | 5             | 31        | 4    |

| Khách mời  | Tiết mục thể hiện (Tác giả)                           | Nhân vật hóa thân |
| ---------- | ----------------------------------------------------- | ----------------- |
| Thanh Bạch | "Sống vui" (Hank Williams - lời Việt: Đinh Tiến Dũng) | Nhã Phương        |
| Chí Tài    | "Sống vui" (Hank Williams - lời Việt: Đinh Tiến Dũng) | —                 |

### Tuần 3
Hai thí sinh Hoài Lâm và Minh Thuận xếp đồng hạng nhất với 39 điểm và được chia đôi giải thưởng 100 triệu đồng; đây là lần đầu tiên trong mùa này có hai thí sinh cùng chiến thắng trong đêm thi tuần. 
| Thí sinh    | Tiết mục thể hiện (Tác giả)                                             | Nhân vật hóa thân | Điểm ban giám khảo | Điểm ban giám khảo | Điểm ban giám khảo | Điểm thí sinh | Tổng điểm | Hạng |
| Thí sinh    | Tiết mục thể hiện (Tác giả)                                             | Nhân vật hóa thân | Đức Huy            | Mỹ Linh            | Hoài Linh          | Điểm thí sinh | Tổng điểm | Hạng |
| ----------- | ----------------------------------------------------------------------- | ----------------- | ------------------ | ------------------ | ------------------ | ------------- | --------- | ---- |
| MiA         | "Chuyện nhỏ" (Tuấn Khanh)                                               | Lê Minh MTV       | 9                  | 7                  | 10                 | 5             | 31        | 4    |
| Hoài Lâm    | "Bésame Mucho" (Consuelo Velázquez)                                     | Andrea Bocelli    | 10                 | 12                 | 12                 | 5             | 39        | 1    |
| Vy Oanh     | "Trống vắng" (Quốc Hùng)                                                | Phương Thanh      | 8                  | 10                 | 7                  | 5             | 30        | 5    |
| Vương Khang | "A Whole New World" (Aladdin OST) (Alan Menken, Anthony Ryan, Tim Rice) | Aladdin           | 11                 | 8                  | 9                  | 5             | 33        | 3    |
| Ngân Quỳnh  | "Rất Huế" (Võ Tá Hân – Thơ: Huỳnh Văn Dung)                             | Bảo Yến           | 7                  | 9                  | 8                  | 5             | 29        | 6    |
| Minh Thuận  | "Taxi" (Nguyễn Hải Phong)                                               | Thu Minh          | 12                 | 11                 | 11                 | 5             | 39        | 1    |

| Khách mời    | Tiết mục thể hiện (Tác giả)         | Nhân vật hóa thân |
| ------------ | ----------------------------------- | ----------------- |
| Ngô Kiến Huy | "Em vẫn muốn yêu anh" (Phương Uyên) | Hồ Ngọc Hà        |

### Tuần 4
| Thí sinh    | Tiết mục thể hiện (Tác giả)                                                           | Nhân vật hóa thân | Điểm ban giám khảo | Điểm ban giám khảo | Điểm ban giám khảo | Điểm thí sinh | Tổng điểm | Hạng |
| Thí sinh    | Tiết mục thể hiện (Tác giả)                                                           | Nhân vật hóa thân | Đức Huy            | Mỹ Linh            | Hoài Linh          | Điểm thí sinh | Tổng điểm | Hạng |
| ----------- | ------------------------------------------------------------------------------------- | ----------------- | ------------------ | ------------------ | ------------------ | ------------- | --------- | ---- |
| Ngân Quỳnh  | "Samba Mambo" (Berger, Michel)                                                        | France Gall       | 8                  | 8                  | 7                  | 0             | 23        | 5    |
| Minh Thuận  | "Ngồi tựa song đào" (Dân ca Quan họ Bắc Ninh)                                         | NSND Thúy Hường   | 11                 | 12                 | 12                 | 5             | 40        | 2    |
| MiA         | "Where Have You Been" (Ester Dean, Dr. Luke, Calvin Harris, Geoff Mack, Henry Walter) | Rihanna           | 10                 | 10                 | 9                  | 0             | 29        | 4    |
| Vy Oanh     | "Mưa trên biển vắng" (Lời Việt: Nhật Ngân)                                            | Ngọc Lan          | 9                  | 9                  | 11                 | 20            | 49        | 1    |
| Hoài Lâm    | "I Want to Spend My Lifetime Loving You" (James Horner, Will Jennings)                | Marc Anthony      | 7                  | 7                  | 8                  | 0             | 22        | 6    |
| Vương Khang | "Starships" (Nicki Minaj, RedOne, Rami Yacoub, Carl Falk, Wayne Hector, Bilal Hajji)  | Nicki Minaj       | 12                 | 11                 | 10                 | 5             | 38        | 3    |

| Khách mời | Tiết mục thể hiện (Tác giả)                                | Nhân vật hóa thân |
| --------- | ---------------------------------------------------------- | ----------------- |
| Chí Thiện | "Umbrella" (The-Dream, Tricky Stewart, Kuk Harrell, Jay-Z) | Rihanna           |
| Ngọc Liên | "Niềm đau chôn dấu" (Lời Việt: Lữ Liên)                    | Khánh Hà          |

### Tuần 5
| Thí sinh    | Tiết mục thể hiện (Tác giả)                                                                        | Nhân vật hóa thân                     | Điểm ban giám khảo | Điểm ban giám khảo | Điểm ban giám khảo | Điểm thí sinh | Tổng điểm | Hạng |
| Thí sinh    | Tiết mục thể hiện (Tác giả)                                                                        | Nhân vật hóa thân                     | Đức Huy            | Mỹ Linh            | Hoài Linh          | Điểm thí sinh | Tổng điểm | Hạng |
| ----------- | -------------------------------------------------------------------------------------------------- | ------------------------------------- | ------------------ | ------------------ | ------------------ | ------------- | --------- | ---- |
| Hoài Lâm    | "Khóc" (Đông Nhi)                                                                                  | Đông Nhi                              | 9                  | 9                  | 9                  | 5             | 32        | 4    |
| Ngân Quỳnh  | "Top of the World" (Richard Carpenter, John Bettis)                                                | Karen Carpenter                       | 8                  | 8                  | 8                  | 5             | 29        | 5    |
| Vương Khang | Trích kịch: "Ngày xửa ngày xưa 16: Chuyện thần tiên xứ Phù Tang" (夜来香) (Lời Việt: Cao Minh Thu) | NSƯT Thành Lộc (vai Nữ Thần Nhảy Múa) | 10                 | 10                 | 10                 | 5             | 35        | 3    |
| Minh Thuận  | "Đừng nói tôi già" (Nguyễn Xuân Mai)                                                               | NSND Trần Hiếu                        | 11                 | 12                 | 11                 | 5             | 39        | 2    |
| Vy Oanh     | "Liều thuốc cho trái tim" (Lời Việt: Thái Hùng)                                                    | Lý Hải                                | 7                  | 7                  | 7                  | 5             | 26        | 6    |
| MiA         | "The Baddest Female" – "MTBD (Mental Breakdown)" – "I Am the Best" (Teddy Park, CL)                | CL (2NE1)                             | 12                 | 11                 | 12                 | 5             | 40        | 1    |

| Khách mời | Tiết mục thể hiện (Tác giả)                 |
| --------- | ------------------------------------------- |
| Lý Hải    | "Khi người đàn ông khóc" (Lời Việt: Lý Hải) |

### Tuần 6
| Thí sinh    | Tiết mục thể hiện (Tác giả)                                                 | Nhân vật hóa thân | Điểm ban giám khảo | Điểm ban giám khảo | Điểm ban giám khảo | Điểm thí sinh | Tổng điểm | Hạng |
| Thí sinh    | Tiết mục thể hiện (Tác giả)                                                 | Nhân vật hóa thân | Đức Huy            | Mỹ Linh            | Hoài Linh          | Điểm thí sinh | Tổng điểm | Hạng |
| ----------- | --------------------------------------------------------------------------- | ----------------- | ------------------ | ------------------ | ------------------ | ------------- | --------- | ---- |
| Vương Khang | "Thao thức vì em" (Lam Phương)                                              | Bằng Kiều         | 10                 | 7                  | 7                  | 5             | 29        | 5    |
| Ngân Quỳnh  | "Ai no Shinkirou (Sa mạc tình yêu)" (Mayumi Itsuwa – lời Việt: Khúc Lan)    | Mayumi Itsuwa     | 12                 | 12                 | 12                 | 5             | 41        | 1    |
| MiA         | "Toxic" (Cathy Dennis, Henrik Jonback, Christian Karlsson, Pontus Winnberg) | Britney Spears    | 8                  | 9                  | 8                  | 5             | 30        | 4    |
| Minh Thuận  | "Đổi thay" (Nguyễn Hoàng Duy)                                               | Noo Phước Thịnh   | 7                  | 8                  | 9                  | 5             | 29        | 5    |
| Vy Oanh     | "Whenever, Wherever" (Shakira, Tim Mitchell, Gloria Estefan)                | Shakira           | 9                  | 10                 | 10                 | 5             | 34        | 3    |
| Hoài Lâm    | "Tình hờ" (Phạm Duy)                                                        | Khắc Triệu        | 11                 | 11                 | 11                 | 5             | 38        | 2    |

| Khách mời | Tiết mục thể hiện (Tác giả)  |
| --------- | ---------------------------- |
| Lệ Quyên  | "Xóm đêm" (Phạm Đình Chương) |

### Tuần 7
Lần thứ hai trong mùa này, có hai thí sinh cùng đạt hạng nhất, tuy nhiên mỗi người đều được nhận giải thưởng 100 triệu đồng.
| Thí sinh    | Tiết mục thể hiện (Tác giả)                                     | Nhân vật hóa thân             | Điểm ban giám khảo | Điểm ban giám khảo | Điểm ban giám khảo | Điểm thí sinh | Tổng điểm | Hạng |
| Thí sinh    | Tiết mục thể hiện (Tác giả)                                     | Nhân vật hóa thân             | Đức Huy            | Mỹ Linh            | Hoài Linh          | Điểm thí sinh | Tổng điểm | Hạng |
| ----------- | --------------------------------------------------------------- | ----------------------------- | ------------------ | ------------------ | ------------------ | ------------- | --------- | ---- |
| Hoài Lâm    | "Rolling in the Deep" (Adele, Paul Epworth)                     | Adele                         | 9                  | 7                  | 10                 | 0             | 26        | 5    |
| Vy Oanh     | "I Dreamed a Dream" (Claude-Michel Schönberg, Herbert Kretzmer) | Susan Boyle                   | 7                  | 8                  | 8                  | 0             | 23        | 6    |
| Ngân Quỳnh  | "Tình xót xa" (Nguyễn Ngọc Thạch)                               | Lưu Bích                      | 8                  | 9                  | 7                  | 5             | 29        | 4    |
| MiA         | "Bông điên điển" (Hà Phương)                                    | Phi Nhung                     | 10                 | 10                 | 9                  | 5             | 34        | 3    |
| Vương Khang | Trích đoạn: "Thần Nữ dâng Ngũ Linh Kỳ" (Bạch Mai)               | Trinh Trinh (vai Phàn Lê Huê) | 12                 | 12                 | 12                 | 10            | 46        | 1    |
| Minh Thuận  | Trích đoạn: "Thần Nữ dâng Ngũ Linh Kỳ" (Bạch Mai)               | NSND Thanh Ngân (vai Thần Nữ) | 12                 | 12                 | 12                 | 10            | 46        | 1    |

| Khách mời      | Tiết mục thể hiện (Tác giả)                                     | Nhân vật hóa thân |
| -------------- | --------------------------------------------------------------- | ----------------- |
| NSƯT Đại Nghĩa | "Let It Go" (Frozen OST) (Kristen Anderson-Lopez, Robert Lopez) | Elsa              |

### Tuần 8
| Thí sinh    | Tiết mục thể hiện (Tác giả)                  | Nhân vật hóa thân | Điểm ban giám khảo | Điểm ban giám khảo | Điểm ban giám khảo | Điểm thí sinh | Tổng điểm | Hạng |
| Thí sinh    | Tiết mục thể hiện (Tác giả)                  | Nhân vật hóa thân | Đức Huy            | Mỹ Linh            | Hoài Linh          | Điểm thí sinh | Tổng điểm | Hạng |
| ----------- | -------------------------------------------- | ----------------- | ------------------ | ------------------ | ------------------ | ------------- | --------- | ---- |
| Minh Thuận  | "Proud Mary" (Sáng tác: John Fogerty)        | Tina Turner       | 12                 | 12                 | 12                 | 10            | 46        | 1    |
| Vy Oanh     | "Một cõi đi về" (Sáng tác: Trịnh Công Sơn)   | Trịnh Công Sơn    | 8                  | 8                  | 8                  | 0             | 24        | 5    |
| Hoài Lâm    | "Thương về miền Trung" (Sáng tác: Duy Khánh) | Quang Lê          | 11                 | 11                 | 11                 | 10            | 43        | 2    |
| Ngân Quỳnh  | "Duyên quê" (Sáng tác: Hoàng Thi Thơ)        | Quang Linh        | 9                  | 10                 | 9                  | 5             | 33        | 4    |
| MiA         | "Mắt nai cha cha cha" (Sáng tác: Sỹ Luân)    | Hồng Ngọc         | 7                  | 7                  | 7                  | 0             | 21        | 6    |
| Vương Khang | "Taxi" (Sáng tác: Sỹ Luân)                   | Yến Trang         | 10                 | 9                  | 10                 | 5             | 34        | 3    |

| Khách mời     | Tiết mục thể hiện (Tác giả)                      |
| ------------- | ------------------------------------------------ |
| Sỹ Luân       | "Mắt nai cha cha cha" (Sáng tác: Sỹ Luân)        |
| Đàm Vĩnh Hưng | "Tình có như không" (Sáng tác: Trần Thiện Thanh) |

### Tuần 9
Trong tuần này, chỉ có ba nhân vật để các thí sinh lựa chọn, đồng nghĩa với việc sẽ có hai thí sinh hóa trang cùng một nhân vật.
| Thí sinh    | Tiết mục thể hiện (Tác giả)                                                                                                   | Nhân vật hóa thân | Điểm ban giám khảo | Điểm ban giám khảo | Điểm ban giám khảo | Điểm thí sinh | Tổng điểm | Hạng |
| Thí sinh    | Tiết mục thể hiện (Tác giả)                                                                                                   | Nhân vật hóa thân | Đức Huy            | Mỹ Linh            | Hoài Linh          | Điểm thí sinh | Tổng điểm | Hạng |
| ----------- | --- | ----------------- | ------------------ | ------------------ | ------------------ | ------------- | --------- | ---- |
| Ngân Quỳnh  | "The Lazy Song" (Bruno Mars, Philip Laurence, Ari Levine, K'naan)                                                             | Bruno Mars        | 7                  | 8                  | 7                  | 5             | 27        | 4    |
| Vy Oanh     | "Just the Way You Are" (Bruno Mars, Philip Laurence, Ari Levine, Khalil Walton, Khari Cain)                                   | Bruno Mars        | 8                  | 7                  | 8                  | 0             | 23        | 6    |
| Hoài Lâm    | "Chỉ riêng mình ta" (Lời Việt: Lê Xuân Trường)                                                                                | Nguyễn Hưng       | 11                 | 11                 | 10                 | 10            | 42        | 2    |
| Minh Thuận  | "Không" (Nguyễn Ánh 9) | Nguyễn Hưng       | 9                  | 9                  | 9                  | 0             | 27        | 4    |
| Vương Khang | "Listen" – "Crazy in Love" (Beyoncé, Henry Krieger, Scott Cutler, Anne Preven – Beyoncé, Jay-Z, Rich Harrison, Eugene Record) | Beyoncé           | 10                 | 10                 | 11                 | 0             | 31        | 3    |
| MiA         | "Run the World (Girls)" (Beyoncé, The-Dream, Wesley Pentz, David Taylor, Adidja Palmer, Afrojack)                             | Beyoncé           | 12                 | 12                 | 12                 | 15            | 51        | 1    |

| Khách mời  | Tiết mục thể hiện (Tác giả)                                   | Nhân vật hóa thân |
| ---------- | ------------------------------------------------------------- | ----------------- |
| Thanh Thảo | "More Than I Can Say" (Sáng tác: Sonny Curtis, Jerry Allison) | Leo Sayer         |

### Tuần 10
| Thí sinh    | Tiết mục thể hiện (Tác giả) | Nhân vật hóa thân    | Điểm ban giám khảo | Điểm ban giám khảo | Điểm ban giám khảo | Điểm thí sinh | Tổng điểm | Hạng |
| Thí sinh    | Tiết mục thể hiện (Tác giả) | Nhân vật hóa thân    | Đức Huy            | Mỹ Linh            | Hoài Linh          | Điểm thí sinh | Tổng điểm | Hạng |
| ----------- | --- | -------------------- | ------------------ | ------------------ | ------------------ | ------------- | --------- | ---- |
| Vy Oanh     | "Cry Cry" (Kim Tae-hyun, Cho Young-soo, Ann Young-min) | Park Ji Yeon (T-ara) | 11                 | 11                 | 12                 | 5             | 39        | 2    |
| Vương Khang | "Crazy" – "Forget You" (Cee Lo Green, Brian Burton, Gian Franco Reverberi, Gian Piero Reverberi – Cee Lo Green, Bruno Mars, Philip Laurence, Ari Levine, Brody Brown) | Cee Lo Green         | 12                 | 10                 | 10                 | 5             | 37        | 3    |
| Ngân Quỳnh  | "Nhớ về em" (Jimmii Nguyễn) | Jimmii Nguyễn        | 7                  | 7                  | 7                  | 5             | 26        | 5    |
| Hoài Lâm    | "Em của ngày hôm qua" (Sơn Tùng M-TP) | Sơn Tùng M-TP        | 10                 | 12                 | 11                 | 10            | 43        | 1    |
| Minh Thuận  | "Từ ngày anh đi" (Nguyễn Hoàng Duy) | Hồ Ngọc Hà           | 8                  | 8                  | 9                  | 0             | 25        | 6    |
| MiA         | "The Fox (What Does the Fox Say?)" (Ylvis, Christian Løchstøer, Tor Erik Hermansen, Mikkel S. Eriksen, Nicholas Boundy)                                               | Ylvis                | 9                  | 9                  | 8                  | 5             | 31        | 4    |

| Khách mời    | Tiết mục thể hiện (Tác giả) |
| ------------ | --------------------------- |
| Phương Thanh | "Trống vắng" (Quốc Hùng)    |

### Tuần 11
| Thí sinh    | Tiết mục thể hiện (Tác giả)                                                          | Nhân vật hóa thân | Điểm ban giám khảo | Điểm ban giám khảo | Điểm ban giám khảo | Điểm thí sinh | Tổng điểm | Hạng |
| Thí sinh    | Tiết mục thể hiện (Tác giả)                                                          | Nhân vật hóa thân | Đức Huy            | Mỹ Linh            | Hoài Linh          | Điểm thí sinh | Tổng điểm | Hạng |
| ----------- | ------------------------------------------------------------------------------------ | ----------------- | ------------------ | ------------------ | ------------------ | ------------- | --------- | ---- |
| MiA         | "Đừng nhìn lại" (Đỗ Hiếu)                                                            | Noo Phước Thịnh   | 11                 | 11                 | 11                 | 5             | 38        | 2    |
| Ngân Quỳnh  | "Triệu đóa hoa hồng" (Nhạc Nga – lời Việt: Trung Kiên)                               | Cẩm Vân           | 8                  | 7                  | 10                 | 5             | 30        | 5    |
| Vương Khang | "Búp bê biết yêu" – "Búp bê happy" – "Búp bê con trai" – "Búp bê buồn" (Phương Uyên) | Thanh Thảo        | 10                 | 9                  | 9                  | 5             | 33        | 3    |
| Hoài Lâm    | "Xẩm Thập Ân" (Dân ca Xẩm)                                                           | NSƯT Hà Thị Cầu   | 12                 | 12                 | 12                 | 5             | 41        | 1    |
| Vy Oanh     | "Giăng câu" (Tô Thanh Tùng)                                                          | Tài Linh          | 9                  | 10                 | 8                  | 5             | 32        | 4    |
| Minh Thuận  | "Bang Bang" ( Sonny Bono – lời Việt: Phạm Duy)                                       | Cher              | 7                  | 8                  | 7                  | 5             | 27        | 6    |

| Khách mời     | Tiết mục thể hiện (Tác giả)           | Nhân vật hóa thân |
| ------------- | ------------------------------------- | ----------------- |
| Mỹ Tâm        | "Vì em quá yêu anh" (Mỹ Tâm)          | —                 |
| Mai Quốc Việt | "Diễm xưa" (Sáng tác: Trịnh Công Sơn) | Đàm Vĩnh Hưng     |
| Mai Quốc Việt | "Diễm xưa" (Sáng tác: Trịnh Công Sơn) | Lam Trường        |
| Mai Quốc Việt | "Diễm xưa" (Sáng tác: Trịnh Công Sơn) | Phương Thanh      |
| Mai Quốc Việt | "Diễm xưa" (Sáng tác: Trịnh Công Sơn) | Nhật Tinh Anh     |
| Mai Quốc Việt | "Diễm xưa" (Sáng tác: Trịnh Công Sơn) | Tuấn Ngọc         |
| Mai Quốc Việt | "Diễm xưa" (Sáng tác: Trịnh Công Sơn) | Duy Mạnh          |
| Mai Quốc Việt | "Diễm xưa" (Sáng tác: Trịnh Công Sơn) | Bằng Kiều         |
| Mai Quốc Việt | "Diễm xưa" (Sáng tác: Trịnh Công Sơn) | Khánh Phương      |
| Mai Quốc Việt | "Diễm xưa" (Sáng tác: Trịnh Công Sơn) | Khánh Ly          |

### Tuần 12 – Chung kết
Tại đêm chung kết, chỉ có 4 thí sinh có tổng điểm cao nhất sau 11 tuần thi gồm Hoài Lâm, Minh Thuận, MiA và Vương Khang tiếp tục dự thi tranh ngôi vị quán quân. Hai thí sinh còn lại là Vy Oanh và Ngân Quỳnh tham gia đêm chung kết với tư cách khách mời để giành cơ hội đoạt giải thí sinh được khán giả yêu thích nhất.
| Thí sinh    | Tiết mục thể hiện (Tác giả)                                           | Nhân vật hóa thân                                              | Hạng |
| ----------- | --------------------------------------------------------------------- | -------------------------------------------------------------- | ---- |
| Vương Khang | "Hãy yên lòng mẹ ơi" (Lư Nhất Vũ)                                     | Đan Trường                                                     | 4    |
| Hoài Lâm    | Trích đoạn: "Tiếng trống Mê Linh" (Vĩnh Điền, Việt Dung)              | NSƯT Thanh Nga (vai Trưng Trắc) NSƯT Thanh Sang (vai Thi Sách) | 1    |
| MiA         | "Sheila Ki Jawani" (Vishal Dadlani, Shekhar Ravjiani, Shirish Kunder) | Katrina Kaif                                                   | 3    |
| Minh Thuận  | Trích đoạn: "Thị Mầu lên chùa" (Chèo dân gian)                        | NSƯT Xuân Hinh (vai Thị Mầu)                                   | 2    |

| Khách mời     | Tiết mục thể hiện (Tác giả) | Nhân vật hóa thân |
| ------------- | --- | ----------------- |
| Ngân Quỳnh    | "Live It Up" (RedOne, Alex Papaconstantinou, Björn Djupström, Viktor Svensson, Pitbull, Achraf Janussi, Bilal Hajji)               | Jennifer Lopez    |
| Vy Oanh       | "La La La (Brazil 2014)" (Shakira, Jay Singh, Dr. Luke, Mathieu Jomphe, Max Martin, Henry Walter, Raelene Arreguin, John J. Conte) | Shakira           |
| Mỹ Linh       | "Lời yêu thương" (Lời Việt: Đức Huy)                                                                                               | —                 |
| Đức Huy       | "Lời yêu thương" (Lời Việt: Đức Huy)                                                                                               | —                 |
| Cao Hữu Thiên | "Anh" (Xuân Phương) | —                 |
| NSND Hồng Vân | "Ra giêng anh cưới em" (Lư Nhất Vũ, Lê Giang)                                                                                      | —                 |
| Hoài Linh     | "Ra giêng anh cưới em" (Lư Nhất Vũ, Lê Giang)                                                                                      | —                 |

Các giải thưởng phụ
- Thí sinh được yêu thích nhất do khán giả bình chọn: Hoài Lâm (58.15%)
- Thí sinh nỗ lực nhất do ban tổ chức bình chọn: Minh Thuận
- Thí sinh thân thiện nhất do ban tổ chức bình chọn: Ngân Quỳnh